# Eerste divisie (vrouwenhandbal) 2001/02
De Eerste divisie is de op een na hoogste afdeling van het Nederlandse handbal bij de vrouwen op landelijk niveau. In het seizoen 2001/2002 werd Groene Ster en Olympia kampioen en promoveerde naar de eredivisie. Door de samenvoeging van de eerste divisie is er besloten om in elke poule vier teams laten degraderen naar de hoofdklasse.

## Eerste divisie A

### Teams
| Club               | Plaats           | Provincie     |
| ------------------ | ---------------- | ------------- |
| Dabeko/Dalfsen     | Dalfsen          | Overijssel    |
| D.O.S.             | Emmer-Compascuum | Drenthe       |
| DSVD               | Deurningen       | Overijssel    |
| De Groot Groep/E&O | Emmen            | Drenthe       |
| Fortissimo         | Cothen           | Utrecht       |
| HCV '90            | Velsen-Noord     | Noord-Holland |
| Dijkoraad/Kwiek    | Raalte           | Overijssel    |
| Auto van Ewijk/LHC | Lemelerveld      | Overijssel    |
| Olympia HGL        | Hengelo          | Overijssel    |
| V en S             | Groningen        | Groningen     |
| Westsite           | Amsterdam        | Noord-Holland |
| ASKO/Zwaluwen '30  | Hoorn            | Noord-Holland |

### Stand
| Pos | Club               | Wed | W  | G | V  | Ptn | DV  | DT  | +/− | Opmerking                   |
| --- | ------------------ | --- | -- | - | -- | --- | --- | --- | --- | --------------------------- |
| 1   | Olympia HGL        | 22  | 21 | 1 | 0  | 43  | 494 | 352 | 142 | Promotie naar eredivisie    |
| 2   | Dijkoraad/Kwiek    | 22  | 19 | 0 | 3  | 38  | 540 | 414 | 126 | Blijft in eerste divisie    |
| 3   | De Groot Groep/E&O | 22  | 17 | 0 | 5  | 34  | 465 | 372 | 93  | Blijft in eerste divisie    |
| 4   | HCV '90            | 22  | 14 | 0 | 8  | 28  | 490 | 436 | 54  | Blijft in eerste divisie    |
| 5   | Westsite           | 22  | 13 | 2 | 7  | 28  | 403 | 371 | 32  | Blijft in eerste divisie    |
| 6   | Dabeko/Dalfsen     | 22  | 9  | 1 | 12 | 19  | 453 | 498 | -45 | Blijft in eerste divisie    |
| 7   | V en S             | 22  | 8  | 1 | 13 | 17  | 425 | 439 | -14 | Blijft in eerste divisie    |
| 8   | ASKO/Zwaluwen '30  | 22  | 7  | 1 | 14 | 15  | 434 | 504 | -70 | Blijft in eerste divisie    |
| 9   | Fortissimo         | 22  | 6  | 1 | 15 | 13  | 396 | 465 | -69 | Degradatie naar hoofdklasse |
| 10  | D.O.S.             | 22  | 5  | 1 | 14 | 13  | 401 | 473 | -72 | Degradatie naar hoofdklasse |
| 11  | Auto van Ewijk/LHC | 22  | 4  | 1 | 17 | 9   | 412 | 492 | -80 | Degradatie naar hoofdklasse |
| 12  | DSVD               | 22  | 3  | 1 | 18 | 7   | 382 | 479 | -97 | Degradatie naar hoofdklasse |

## Eerste divisie B

### Teams
| Club              | Plaats      | Provincie     |
| ----------------- | ----------- | ------------- |
| AAC 1899 2        | Arnhem      | Gelderland    |
| AGL/BFC           | Beek        | Limburg       |
| DES '72           | Papendrecht | Zuid-Holland  |
| DWS               | Schiedam    | Zuid-Holland  |
| Groene Ster       | Zevenbergen | Noord-Brabant |
| Leudal            | Horn - Neer | Limburg       |
| PSV               | Eindhoven   | Noord-Brabant |
| Swift Arnhem      | Arnhem      | Gelderland    |
| Axias/Tachos      | Waalwijk    | Noord-Brabant |
| UDSV              | Zuilen      | Utrecht       |
| Ventura           | Schiedam    | Zuid-Holland  |
| De Volewijckers 2 | Amsterdam   | Noord-Holland |

### Stand
| Pos | Club              | Wed | W  | G | V  | Ptn | DV  | DT  | +/−  | Opmerking                   |
| --- | ----------------- | --- | -- | - | -- | --- | --- | --- | ---- | --------------------------- |
| 1   | Groene Ster       | 22  | 20 | 0 | 2  | 40  | 573 | 347 | 226  | Promotie naar eredivisie    |
| 2   | DES '72           | 22  | 17 | 2 | 3  | 36  | 475 | 370 | 105  | Blijft in eerste divisie    |
| 3   | PSV               | 22  | 16 | 1 | 5  | 33  | 492 | 369 | 123  | Blijft in eerste divisie    |
| 4   | Axias/Tachos      | 22  | 14 | 2 | 6  | 30  | 458 | 401 | 57   | Blijft in eerste divisie    |
| 5   | DWS               | 22  | 11 | 2 | 9  | 24  | 464 | 422 | 42   | Blijft in eerste divisie    |
| 6   | AGL/BFC           | 22  | 11 | 1 | 10 | 23  | 393 | 383 | 10   | Blijft in eerste divisie    |
| 7   | UDSV              | 22  | 11 | 1 | 10 | 23  | 363 | 378 | -15  | Blijft in eerste divisie    |
| 8   | Swift Arnhem      | 22  | 10 | 0 | 12 | 20  | 395 | 420 | -25  | Blijft in eerste divisie    |
| 9   | AAC 1899 2        | 22  | 6  | 0 | 16 | 12  | 351 | 461 | -110 | Degradatie naar hoofdklasse |
| 10  | De Volewijckers 2 | 22  | 3  | 2 | 17 | 10  | 384 | 473 | -89  | Degradatie naar hoofdklasse |
| 11  | Ventura           | 22  | 4  | 1 | 17 | 9   | 389 | 498 | -111 | Degradatie naar hoofdklasse |
| 12  | Leudal            | 22  | 1  | 2 | 19 | 4   | 304 | 511 | -207 | Degradatie naar hoofdklasse |